# Midnight in Paris
Midnight in Paris (títol original en anglès: Midnight in Paris) és una comèdia romàntica de 2011 dirigida per Woody Allen. La pel·lícula és la tercera col·laboració del cineasta amb la productora catalana Mediapro després de Vicky Cristina Barcelona i Coneixeràs l'home dels teus somnis. A més, és la seva primera cinta rodada íntegrament a França, encara que amb L'última nit de Borís Gruixenko i Tothom diu "I love you" hi va filmar algunes escenes. Ha estat doblada i subtitulada al català.
La pel·lícula es va estrenar l'11 de maig de 2011 al Festival de Canes i dos dies més tard va arribar a les cartelleres catalanes. Va tenir un gran èxit de públic i crítica als Estats Units, superant la recaptació de la fins llavors principal obra de Woody Allen, Hannah i les seves germanes. Va guanyar els premis de l'Acadèmia i Globus d'Or en la categoria de millor guió i va ser nominada a tres Oscars més: Millor pel·lícula, Millor direcció i Millor direcció artística.

## Argument
Gil i Inez són una parella estatunidenca a punt de casar-se. Com que els pares d'ella han de viatjar a París per negocis, els joves decideixen acompanyar-los per poder passar uns dies a la capital francesa. Un cop allà però, Gil es veu atret per l'encant de la ciutat i les seves nits i, fins i tot, es planteja quedar-s'hi. En canvi, la seva promesa i els sogres no apreciaran aquest desig i la relació entre la jove parella s'anirà complicant.
Gil descobreix que a mitjanit pot viatjar en el temps, als anys 1920, on coneix els artistes i escriptors que admira i que li permeten replantejar-se els seus valors, estil literari i objectius a la vida. En aquell passat coneix Adriana, una musa que l'enamora i el fa comprendre que el compromís amb Inez no té futur. Adriana, però, pateix la mateixa nostàlgia del passat que ell i aconsegueix viatjar a finals del segle xix, on decideix romandre. Gil llavors comprèn que tot present enyora una època suposadament millor i decideix tornar a la seva vida, trencar amb la promesa i iniciar una nova vida amb una noia que ha conegut per casualitat.

## Repartiment
| Intèrpret        | Personatge          | Veu en català     |
| ---------------- | ------------------- | ----------------- |
| Rachel McAdams   | Inez                | Cristina Mauri    |
| Owen Wilson      | Gil                 | Luis Posada       |
| Marion Cotillard | Adriana             | Sarah Dahan       |
| Michael Sheen    | Paul                | Carles Di Blasi   |
| Adrien Brody     | Salvador Dalí       | Roger Pera        |
| Kathy Bates      | Gertrude Stein      | Maria Lluïsa Solà |
| Gad Elmaleh      | Detectiu Tisserant  | -                 |
| Carla Bruni      | Guia d'un museu     | -                 |
| Tom Hiddleston   | F. Scott Fitzgerald | -                 |

## Producció
La pel·lícula es va rodar durant el juliol de 2010 a alguns dels llocs més famosos de la capital francesa com és la rue Mouffetard situada al Barri Llatí de la ciutat, la Plaça Joan XXIII que es troba darrere de la Catedral de Notre Dame, el Moulin Rouge, el Palau de Versalles, el Museu Rodin i els Camps Elisis.

## Crítica
- Meravellosament romàntica, fins i tot, malgrat que reconeix la decepció que ombreja qualsevol expressió genuïna de romanticisme (A. O. Scott: The New York Times).
- Gran Woody Allen per inaugurar Canes. (...) una meravellosa carta d'amor al present, al passat i al futur. (...) El quadre complet és meravellós, però també algunes de les seves pinzellades (E. Rodríguez Marchante: Diari ABC).
- El Woody d'abans. (...) inspiració transformada en genialitat. (...) una inesgotable, brillant i, evidentment, delirant successió dels seus millors acudits (Luis Martínez: Diari El Mundo).
- Allen aconsegueix la seva pel·lícula més original des de Desmuntant Harry (...) fabulosos gags (Sergi Sánchez: Fotogramas).

## Premis
Premis Oscar
- Guanyadora per:
  - Millor guió original per Woody Allen
- Nominada per:
  - Millor pel·lícula
  - Millor director per Woody Allen
  - Millor direcció artística per Anne Seibel i Hélène Dubreuil

Globus d'Or
- Guanyadora per:
  - Millor guió per Woody Allen
- Nominada per: 
  - Millor pel·lícula musical o còmica
  - Millor director per Woody Allen
  - Millor actor musical o còmic per Owen Wilson